# Boinville-en-Mantois
Boinville-en-Mantois is een gemeente in het Franse departement Yvelines (regio Île-de-France) en telt 287 inwoners (2021). De plaats maakt deel uit van het arrondissement Mantes-la-Jolie.

## Geografie
De oppervlakte van Boinville-en-Mantois bedraagt 4,9 km², de bevolkingsdichtheid is 60,4 inwoners per km².
De onderstaande kaart toont de ligging van Boinville-en-Mantois met de belangrijkste infrastructuur en aangrenzende gemeenten.

## Demografie
Onderstaande figuur toont het verloop van het inwonertal (bron: INSEE-tellingen).